# Mohammed Assaf
Mohammad Assaf (în arabă محمد عساف; n. 1 septembrie 1989, Misratah, Libia) este un cântăreț palestinian născut la 1 septembrie 1989 în Misrata (Libia). Cântăreața pop populară care a câștigat al doilea sezon al Arab Idol, difuzată de rețeaua de MBC, a primit porecla Asaroukh, care înseamnă "The Rocket", de către cântărețul libanez Ragheb Alama. În 2013, a fost numit Ambasador al Bunăvoinței pentru Pace de către Agenția Națiunilor Unite pentru Ajutoare și Lucrări pentru Refugiații Palestinieni (UNRWA). El a fost numit și ambasador al culturii și artei de către guvernul palestinian, iar președintele palestinian Mahmud Abbas ia oferit o poziție cu "statut diplomatic".

## Biografie
Membru al Siblings Mohammed Assaf sa născut în Misrata, Libia. necesare] părinților palestinieni. Familia mamei sale (profesor de matematică) provine din satul Bayt Daras, distrus de armata israeliană în 1948; familia tatălui său este din Beersheba. El a trăit în Misrata până în 1993, când părinții săi s-au mutat în Gaza în tabăra de refugiați Khan Younis, unde a urmat școala primară UNRWA.
El a câștigat primul titlu al celui de-al doilea sezon al emisiunii TV-real-TV australian Idol, difuzată pe MBC 1 în 2013 [1]. Transmițându-și victoria, Al Jazeera English la intervievat în Doha, Qatar în timpul turneului său și a dedicat un întreg episod al programului Inside Story, detaliind cursul Assaf prin Arab Idol. El a fost descris ca "cântăreața de nunți din Gaza care a crescut într-o tabără de refugiați și a devenit o stea internațională și un erou palestinian.
El a fost poreclit "Asaroukh" ("Rocket") de către solistul libanez Ragheb Alama, membru al juriului Arab Idol.
Assaf a fost numit Ambasador al Bunăvoinței pentru Pace de către Agenția Națiunilor Unite pentru Ajutoare și Lucrări pentru Refugiații Palestinieni din Orientul Apropiat (UNRWA) [3], oferindu-i un pașaport diplomatiGuvernul palestinian la numit, de asemenea, "ambasador al culturii și artelor. Pe rețelele sociale, el a fost comparat cu cântăreața egipteană Abdel Halim Hafez al assad.

## Carieră
În 2014, la MTV Europe Music Awards, a primit premiul celui mai bun artist din Orientul Mijlociu (e).
Un film care a cronologic povestea lui Mohammed Assaf a fost lansat în septembrie 2015: cântărețul din Gaza, regizat de Hany Abu-Assad.
În 2017, Mohammed Assaf a lansat Baddek Enayah cu Gente de Zona.
În 2018, Mohammed Assaf a lansat un duet cu Massari, Roll With I.
În septembrie 2018, Mohammed Assaf a lansat titlul Makanak Khaly.
În 2019, Mohammed Assaf părăsește Besaraha.
În septembrie 2019, Mohammed Assaf a lansat Kermalak Enta.

## Discografia

### Albume
- 2014: Assaf
- 2017: Ma Wahshnak

### Singles
- 2014: Ya Halali Ya Mali
- 2015: Aywa Ha Ghanni
- 2016: Seyouf El Ezz
- 2017: Baddek Enayah (cu. Gente de Zona)
- 2017: Rani (cu. Faudel)
- 2018: Roll with It (cu. Massari)
- 2019: Kermalak Enta
- 2020: Shhalhalawa
- 2020: Dalaa Dalouna
- 2020: Salam Allah
- 2020: Filastin 'int alruwh
- 2020: Al Hayat
- 2021: Mraytak
- 2021: Al Hara
- 2021: Bahrek Gaza
- 2021: Salute to Al Quds

## Confidențialitate
Mohammed Assaf a fost logodit cu jurnalista palestiniană Lina Qishawi de la sfârșitul lunii septembrie 2015 până în februarie 2016. El a dezvăluit recent într-un interviu că și-a dat seama că relația sa cu jurnalista nu mai era "imaginabilă" au luat "căi diferite", adăugând că relația lor "nu a funcționat". Pauza finală a fostului cuplu a fost formalizată prin rețeaua socială Facebook de către cei doi implicați.
1. ↑   https://elcinema.com/person/2059203/#:~:text=%D9%88%D9%84%D8%AF%20%D9%85%D8%AD%D9%85%D8%AF%20%D8%AC%D8%A7%D8%A8%D8%B1%20%D8%B9%D8%B3%D8%A7%D9%81%20%D9%81%D9%8A,%D8%A7%D9%84%D8%AA%D8%AD%D9%82%20%D8%A8%D9%85%D8%AF%D8%B1%D8%B3%D8%A9%20%D8%A7%D8%A8%D8%AA%D8%AF%D8%A7%D8%A6%D9%8A%D8%A9%20%D8%AA%D8%A7%D8%A8%D8%B9%D8%A9%20%D9%84%D9%84%D8%A3%D9%86%D9%88%D8%B1%D9%88%D8%A7. Lipsește sau este vid: |title= (ajutor)